# Nis Puk

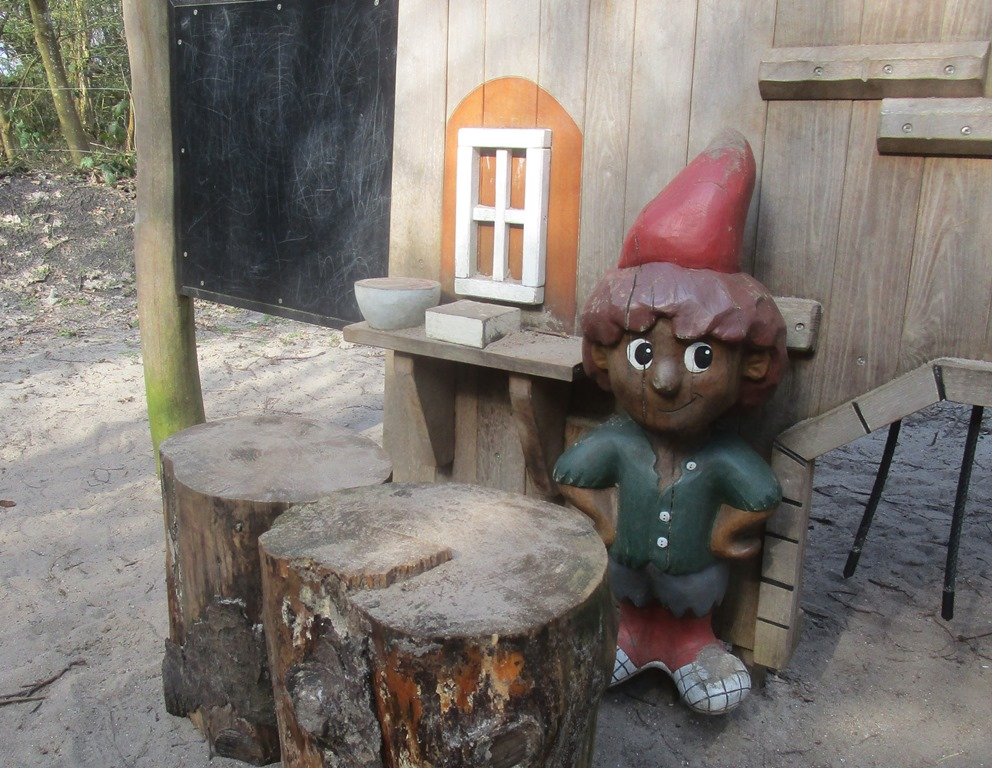
Nis Puk im sogenannten Sagenwald auf der Insel Sylt, Nordfriesland

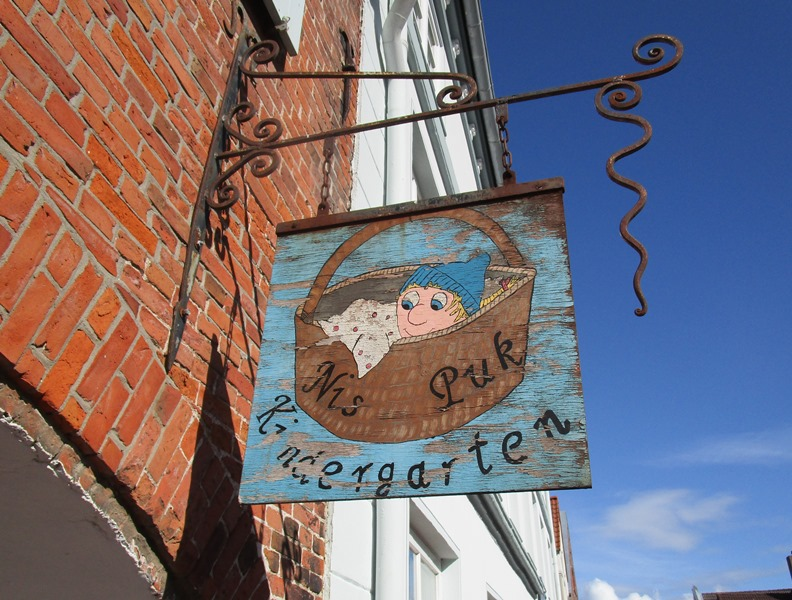
Nis Puk auf einem Schild in Tönning im südlichen Nordfriesland

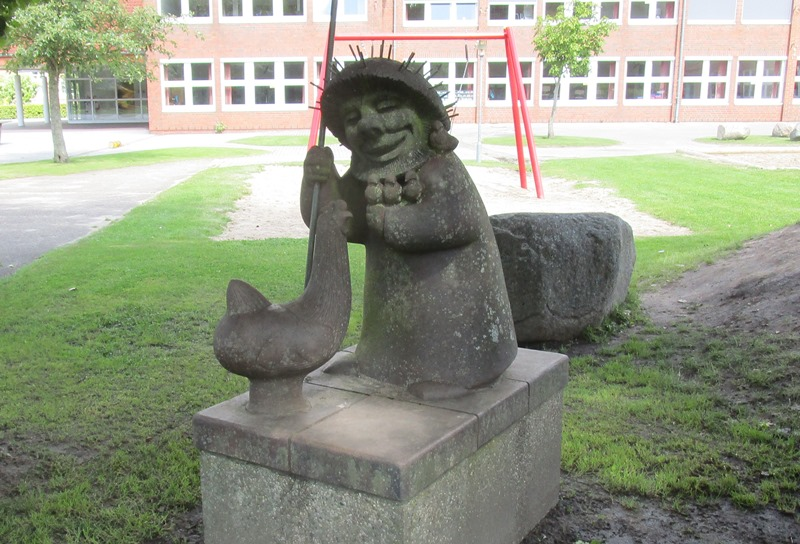
Nis Puk-Statue in Neukirchen

Nis Puk (im Sylter Friesisch Nes Pük, im Dänischen zum Teil auch Nis Pug und Nis Puge) ist eine Figur aus dem Bereich der Volksmärchen. Der Name verbindet die Bezeichnungen Nisse und Puk. Die Sagengestalt ist vor allem im schleswigschen Raum beiderseits der deutsch-dänischen Grenze (auch Sønderjylland ≈ Süderjütland) im deutsch-dänischen Grenzland bekannt.

## Beschreibung
Der Nis Puk zeigt folgende Eigenschaften:
- Der Nis Puk soll auf Haus, Hof und Tiere achtgeben, wenn die Bewohner bereit sind, die eigenen Kinder und die Haustiere gut zu behandeln, und innerhalb des Hauses wie auch des Dorfes ausgleichend wirken.
- Der Nis Puk soll auf dem Dachboden oder in einer Scheune leben. Angeblich können ihn Erwachsene nicht mehr sehen.
- Einmal im Jahr, zu Weihnachten, muss dem Nis Puk eine Schüssel Grütze (mit Butter) gebracht werden. Geschieht das nicht, wandert der Nis Puk in ein anderes Dorf. Haus und Hof wären dann ungeschützt Habgier und Verfall ausgesetzt.

Ein Beispiel zum Nis Puk ist die Sage vom Nis Puk vom Lindewitt-Hof bei Flensburg.

## Rezeptionen (Auswahl)
Zwei Kurzgeschichten über Nis Puk befinden sich in der ehemaligen Schulfibel Tür und Tor, die in der Nachkriegszeit für den Unterricht in Volksschulklassen in Norddeutschland zugelassen wurde und noch in den 1970er Jahren zum Lesenlernen verwendet wurde. Die Geschichten heißen Nis Puck und der Schornstein und Nis Puck und die Eule und sind mit drei Bildern des Künstlers Celestino Piatti illustriert.
Silja Kahl hat 2003 mehrere der Sagen in Nis Puk: Leben und Sage zusammengetragen.
Unter dem Titel Niss Puk existiert eine lyrische Bearbeitung des Stoffs von Peter Johann Willatzen, die von Wilhelm Berger als einer seiner drei Gesänge für gemischten Chor op. 44 vierstimmig vertont wurde. In ihr tritt der Puk allerdings nicht als hilfreicher Hausgeist, sondern als quälender Kobold auf, von dem sich der Bauer selbst durch einen Umzug nicht befreien kann.
Boy Lornsen schildert in seinen Kinderbüchern die Ereignisse in einer ganzen Gemeinde von (meist freundlichen) Puken. Ebenso haben Kari Köster-Lösche und Dierck Puls Nis Puk zum Gegenstand von Kinderbüchern gemacht.
Vor der Schule in Neukirchen befindet sich eine kleine Statue von Nis Puk. Die Figur des Nis Puk wird auch in dem zwischen den Inselorten Wenningsted und Kampen gelegenen Sylter Sagenwald thematisiert.
Auf dem Boxberg im Naturpark Aukrug sitzt ein Nis Puk auf einem Stein neben einer Bank für Wanderer.